# Рваное отверстие
Рваное отверстие — отверстие неправильной треугольной формы на основании черепа, располагающееся на стыке клиновидной, височной и затылочной костей.

## Содержимое
Сверху из сонного канала на основание черепа выходит внутренняя сонная артерия.
Артерия крыловидного канала, нерв крыловидного канала и несколько мелких дренажных вен также проходят через рваное отверстие.
- Нерв крыловидного канала состоит из глубокого каменистого и большого каменистого нервов, последний из которых содержит симпатические и парасимпатические волокна к кровеносным сосудам, слизистым оболочкам, слюнным и слёзным железам.
- Более того, одна из конечных ветвей восходящей глоточной артерии (из бассейна наружной сонной артерии) проходит через рваное отверстие.
- Некоторые эмиссарные вены прокладывают свой путь через рваное отверстие. Они соединяют внечерепное крыловидное сплетение с внутричерепным пещеристым синусом и являются возможным путём распространения инфекции, а также позволяют назофарингеальной карциноме достигнуть пещеристого синуса и поразить черепные нервы.